# جون ألكسندر (لاعب كرة قدم)
جون الكسندر (بالإنجليزية: John Alexander) (5 أكتوبر 1955 بليفربول في المملكة المتحدة - ) هو لاعب كرة قدم بريطاني في مركز الهجوم. لعب مع مانشستر يونايتد ونادي ريدنغ ونادي ميلوول ونادي نورثامبتون تاون.